# Casimiro Castillo
Casimiro Castillo là một đô thị thuộc bang Jalisco, México. Năm 2005, dân số của đô thị này là 18913 người.